# 83 Водолея
83 Водолея (лат. 83 Aquarii), h Водолея (лат. h Aquarii), HD 218060 — двойная звезда в созвездии Водолея на расстоянии (вычисленном из значения параллакса) приблизительно 209 световых лет (около 54 парсеков) от Солнца. Видимая звёздная величина звезды — +5,47m. Орбитальный период — около 21,84 лет.

## Характеристики
Первый компонент — жёлто-белая звезда спектрального класса F0V или F2Vn. Радиус — около 3,18 солнечных, светимость — около 22,71 солнечных. Эффективная температура — около 7167 К.
Второй компонент — жёлто-белая звезда спектрального класса F2V.